# Дорога (фильм, 1975)
«Дорога» — советский телевизионный художественный фильм режиссёра Леонида Попова, снятый в 1975 году на «Свердловской киностудии».

## Сюжет
Лена и Паша приезжают в родной город девушки, чтобы подать заявление на развод. Паша не понимает мотивов развода и очень расстраивается по этому поводу. Но в ЗАГСе говорят, что необходимо подождать три месяца. Молодые люди решают на это время остаться в городе и договариваются не встречаться и не общаться. Они оба устраиваются на строительство крупной дороги, и с этого момента их судьба кардинально меняется.

## В ролях
- Борис Невзоров — Павел Андреев, муж Лены, строитель
- Наталия Богунова — Лена, жена Павла
- Елена Козлитина — Сергеева, телефонистка, комсомолка-активистка
- Владимир Никитин — Леша, рабочий
- Михаил Кузнецов — Иван Федорович, начальник строительства
- Николай Погодин — Петр Никифорович Клюев, бригадир
- Светлана Жгун — Галина, бригадир
- Сергей Приселков — рабочий, приехал из Киева
- Ольга Николаева — Елена Францевна, секретарь Ивана Федоровича, уходящая на пенсию
- Татьяна Калачева
- Т. Гатиятуллина
- Анатолий Игонин — рабочий
- Станислав Бородокин — Володя Потапов, руководитель комсомольского штаба стройки
- Нина Озорнина — Ниночка
- Валериан Виноградов — строитель (нет в титрах)
- Ксения Минина — соседка Галины по общежитию (нет в титрах)

## Съёмочная группа
- Автор сценария: Юрий Дмитриев
- Режиссёр: Леонид Попов
- Оператор: Вадим Михайлов
- Композиторы: Илья Катаев, Лев Присс
- Художник: Владимир Мушников